# Andrei Cornea
Andrei-Sebastian Cornea, född 10 november 1999, är en rumänsk roddare.

## Karriär
I april 2024 vid EM i Szeged tog Cornea guld tillsammans med Marian Enache i dubbelsculler. Vid OS 2024 i Paris tog de guld tillsammans i dubbelsculler. Vid EM 2025 i Plovdiv tog de silver tillsammans i dubbelsculler.